# Carlitos (ur. 1988)
Carlitos, właśc. Carlos Miguel Gomes de Almeida (ur. 24 września 1988 w Vale de Cambra) – angolski piłkarz występujący na pozycji prawoskrzydłowego lub prawego obrońcy w portugalskim klubie SC Olhanense. Były reprezentant Angoli.
Wychowanek UD Oliveirense, który reprezentował jako senior w latach 2007–2009 i 2010–2011. W swojej karierze grał również w FC Paços de Ferreira, Recreativo Libolo, FC Bravos do Maquis, GD Interclube i FC Alverca.

## Sukcesy

### Klubowe
Recreativo Libolo
- Mistrzostwo Angoli: 2012, 2014, 2015
- Zdobywca Superpucharu Angoli: 2015, 2016